# Patrologia Graeca
La Patrologia Graeca (PG), o Patrologiae Cursus Completus - Series Graeca, è una raccolta di scritti dei Padri della Chiesa e di altri antichi scrittori in greco ellenistico o in greco medievale. Si tratta di un'opera in 161 volumi realizzata tra il 1856 e il 1866 dall'abate francese Jacques Paul Migne.

## L'opera
La raccolta include sia Padri orientali che autori occidentali che scrissero prima che la lingua latina divenisse predominante in occidente nel III secolo. Per esempio ci sono gli scritti normalmente conosciuti come quelli dei Padri Apostolici come le Lettere di Clemente e il Pastore di Erma, Eusebio di Cesarea, Origene e i Padri Cappadoci (Basilio Magno, Gregorio Nazianzeno e Gregorio di Nissa).
I 161 volumi erano disposti in modo da formare complessivamente 166 tomi (i volumi 16 e 87 furono divisi in 3 parti e il volume 86 in 2). Un importante volume finale non fu mai pubblicato perché le matrici furono distrutte da un incendio alla tipografia nel 1868
La prima edizione contenente soltanto le traduzioni latine degli originali, 81 volumi, fu realizzata tra il 1856 e il 1861. La seconda edizione contiene invece il testo greco con la traduzione latina, 166 volumi, fu realizzata tra il 1857 e il 1866. In ogni pagina le opere sono disposte su due colonne la prima delle quali riporta il testo greco e la seconda la sua traduzione latina. Nei casi in cui l'originale greco è stato perso, per esempio nel caso di Ireneo, i frammenti sopravvissuti sono intercalati con la traduzione latina. In un caso, l'originale è conservato solo in lingua siriaca e tradotto in latino. Le informazioni sugli autori sono riportate in latino.
Le prime edizioni non avevano indice, questo fu aggiunto dal greco Scholarius sotto forma di una lista di autori e soggetti nel 1879 e poi come indice completo ad Atene nel 1883. Nel 1912 le edizioni Apud Fratres Garnier pubblicarono un volume di indice curato dal gesuita Ferdinand Cavallera.
Viene solitamente indicata come "Migne". Nonostante l'assenza di un apparato critico rappresenta uno strumento fondamentale per lo studio dei Padri della Chiesa.
Lo stesso Migne curò tra il 1844 e il 1855 la pubblicazione della Patrologia Latina (PL).

## Serie dei volumi
Come pure nella patrologia latina, gli autori, a parte poche eccezioni, sono presentati in ordine cronologico a partire dagli inizi del cristianesimo fino alla caduta di Costantinopoli.
Periodo precedente il Concilio di Nicea
VOL 1: Clemente di Roma,
VOL 2: Clemente di Roma, Lettera di Barnaba, Pastore di Erma, Lettera a Diogneto, Testamento Anonimo dei 12 patriarchi
VOL 3-4: Pseudo-Dionigi l'Areopagita (V-VI secolo), Massimo il Confessore (VII secolo) commenti su Pseudo-Dionigi, Giorgio Pachimere (XIV secolo) commenti su Pseudo-Dionigi
VOL 5: Ignazio di Antiochia, Policarpo di Smirne, Melitone di Sardi, Papia di Ierapoli, Apollonio di Efeso, ecc.
VOL 6: Giustino, Taziano il Siro, Atenagora di Atene, Teofilo di Antiochia, Ermia
VOL 7: Ireneo di Lione
VOL 8-9: Clemente Alessandrino
VOL 10: Gregorio Taumaturgo, Papa Zefirino, Sesto Giulio Africano, Papa Urbano I, Ippolito di Roma, Teognosto di Alessandria, ecc.
VOL 11-17: Origene
VOL 18: Metodio di Olimpo, Alessandro di Licopoli, Pietro I di Alessandria, Teodoro di Mopsuestia, ecc.
IV secolo
VOL 19-24: Eusebio di Cesarea
VOL 25-28: Atanasio di Alessandria
VOL 29-32: Basilio Magno
VOL 33: Cirillo di Gerusalemme, Apollinare di Laodicea, Diodoro di Tarso, Pietro II Vescovo di Alessandria, Timoteo Vescovo di Alessandria, Isacco l'ex-giudeo
VOL 34: Macario il Grande e Macario di Alessandria
VOL 35-37: Gregorio Nazianzeno, Basilio il Minore, vescovo di Cesarea (X secolo)
VOL 38: Gregorio Nazianzeno, Cesario di Nazianzo
VOL 39: Didimo il Cieco, Anfilochio di Iconio, Nectaro di Costantinopoli
VOL 40: Padri Egiziani: Sant'Antonio abate, San Pacomio, Serapione vescovo di Thmuis, Isaia l'abate, Orsisio, Teodoro l'abate. Altri: Asterio di Amasea, Nemesio, Girolamo Teologo Greco, Serapione di Antiochia, Filo vescovo di Karpasia, Evagrio Pontico
VOL 41-42: Epifanio di Salamina
VOL 43: Epifanio di Salamina, Nonno di Panopoli
VOL 44-46: Gregorio di Nissa
V secolo
VOL 47-64: Giovanni Crisostomo
VOL 65: Severiano vescovo di Gabala, Teofilo di Alessandria, Palladio di Galazia, Filostorgio, Attico di Costantinopoli, Proclo di Costantinopoli, Flaviano di Costantinopoli, Marco Eremita, Marco Diadoco, Marco Diacono
VOL 66: Teodoro di Mopsuestia, Sinesio di Cirene, Arsenio il Grande
VOL 67: Socrate Scolastico e Sozomeno
VOL 68-76: Cirillo di Alessandria
VOL 77: Cirillo di Alessandria, Teodoto di Ancira, Paulo Vescovo di Emesa, Acacio di Beroea, Giovanni di Antiochia (patriarca), Memnone Vescovo di Efeso, Acacius Vescovo of Melitene, Rabbula, Fermo Vescovo di Caesarea, Amfilochio di Sida
VOL 78: Isidoro di Pelusio
VOL 79: Nilo del Sinai
VOL 80-84: Teodoreto di Cirro
VOL 85: Basilio di Seleucia, Eutalio, Giovanni di Karpathos, Enea di Gaza, Zaccaria Scolastico, Gelasio di Cizico, Teotimo, Ammonio di Nitria, Andrea Vescovo di Samosata, Gennadio I di Costantinopoli, Candido, Antipatro di Bostra, Dalmatio Vescovo Cizico, Timoteo Vescovo di Berytus, Eustazio Vescovo di Beirut
VI secolo
VOL 86a: Presbitero Timoteo di Costantinopoli, Giovanni Massenzio, Teodoro il Lettore, Procopio Diacono di Tiro, Teodoro Vescovo di Scitopoli, Presbitero Timoteo di Gerusalemme, Teodosio I di Alessandria, Eusebio di Alessandria, Eusebio di Emesa, Gregenzio di Taphar, Patriarca Epifanio di Costantinopoli, Isacco di Ninive, San Barsanofio, Eustazio monaco, Imperatore Giustiniano, Agapeto il Diacono, Leonzio di Bisanzio
VOL 86b: Leonzio (continuazione), Patriarca Efraim di Antiochia, Paolo Silenziario, Sant'Eutichio, Evagrio Scolastico, Eulogio di Alessandria, Simeone Stilita il Giovane, Patriarca Zaccaria di Gerusalemme, Patriarca Modesto di Gerusalemme, Anonimo sull'assedio persiano di Gerusalemme, Giovio, Ereczio Vescovo di Antiochia di Pisidia, Pietro Vescovo di Laodicea.
VII secolo
VOL 87a-87b: Procopio di Gaza
VOL 87c: Procopio di Gaza, Giovanni Mosco, Sofronio, Alessandro monaco
VOL 88: Cosma Indicopleuste, Costantino il Diacono, Giovanni Climaco, Agazia, Gregorio Vescovo di Antiochia, Giovanni IV Nesteutes Patriarca di Costantinopoli, Doroteo di Gaza
VOL 89: Anastasio Sinaita, Anastasio di Antiochia, Anastasio Abate di Eutimio, Anastasio IV Patriarca di Antiochia, Antioco di Sabe
VOL 90: Massimo l'Abate
VOL 91: Massimo il Confessore, Talassio l'Abate, Teodoro di Rhaithu
VOL 92: Chronicon paschale
VOL 93: Olimpiodoro Diacono di Alessandria, Esichio del Sinai, Leonzio Vescovo di Napoli a Cipro, Leonzio di Damasco
VIII secolo
VOL 94-95: Giovanni Damasceno
VOL 96: Giovanni Damasceno, Giovanni di Nicea, Giovanni VI Patriarca di Costantinopoli, Giovanni di Eubea
VOL 97: Giovanni Malalas (VI secolo), Andrea di Gerusalemme, Elia di Creta e Teodoro Abucara
VOL 98: Germano I Patriarca di Costantinopoli, Cosma di Maiuma, San Gregorio II Vescovo di Agrigento, Anonimo Becucciano, Pantaleone Diacono di Costantinopoli, Adriano monaco, Epifanios Diacono di Catania, Pacomio monaco, Filoteo monaco, Tarasio Patriarca di Costantinopoli
VOL 99: Teodoro Studita
IX secolo
VOL 100: Niceforo I Patriarca di Costantinopoli, Stefano Diacono di Costantinopoli, Gregorio di Decapoli, Patriarca Cristoforo I di Alessandria, Patriarca Metodio I di Costantinopoli
VOL 101-103: Fozio Patriarca di Costantinopoli
VOL 104: Fozio Patriarca di Costantinopoli, Pietro Siculo, Pietro Vescovo di Argo, Bartolomeo di Edessa
VOL 105: Niceta ('Davide') di Paflagonia, Niceta Bizantino, Teognosto il Grammatico Anonimo, Giuseppe l'Innografo
X secolo
VOL 106: Giuseppe, Niceforo il Filosofo, Andrea Arcivescovo di Cesarea in Cappadocia, Areta di Cesarea in Cappadocia, Giovanni Geometra, Cosma Vestitor, Leone il Patrizio, Atanasio Vescovo di Corinto, piccoli lavori di anonimi greci
VOL 107: Leone VI il Saggio
VOL 108: Teofane Confessore, Autore Sconosciuto, Leone Grammatico, Anastasio il Bibliotecario
VOL 109: Scrittori successivi a Teofane (edizione di Combefisius)
VOL 110: Giorgio Hamartolus
VOL 111: Nicola I Mistico Patriarca di Costantinopoli, Basilio Vescovo di Neai Patrai, Basilio (il Minore) Vescovo di Caesarea, Gregorio Presbitero di Caesarea, Giuseppe Genesio, Mose figlio di Cefa in Siria, Teodoros Dafnopata, Niceforo Presbitero di Costantinopoli, Patriarca Eutichio di Alessandria, Giorgio Hamartolus
VOL 112: Costantino VII Porfirogenito
VOL 113: Costantino VII Porfirogenito, Nicon monaco di Creta, Teodosio il Diacono
VOL 114-116: Simeone Metafraste
VOL 117: Basilio II Bulgaroctono, Niceforo II Foca, Leone il Diacono, Ippolito di Tebe, Giovanni Georgide monaco, Ignazio il Diacono Nilo l'Eparca, Cristoforo Protoasecretis, Michele Hamartolus, Anonimo, Suda
VOL 118: Oecumenius Vescovo di Trikka
VOL 119: Oecumenius Vescovo di Trikka, diversi scrittori del Jus Canonicum Græco-Romanum
XI secolo
VOL 120: Anonimo scrittore della vita di Nilo il Giovane, Teodoro Vescovo di Iconio, Leone Presbitero, Leone Grammatico, Giovanni Presbitero, Epifanio di Gerusalemme monaco, Patriarca Alessio di Costantinopoli, Demetrio Sincello Vescovo di Cizico, Niceta Cartofilax di Nicea, Michele I Cerulario Patriarca di Costantinopoli, Samonas Vescovo di Gaza, Leone di Ochrid Arcivescovo di Bulgaria, Niceta Pettorato (Niceta Stetatos) presbitero e monaco studita, Giovanni Mauropo Vescovo di Euchaita, Patriarca Giovanni VIII Xifilino di Costantinopoli, Giovanni Diacono di Costantinopoli, Simeone il nuovo teologo
VOL 121-122: Giorgio Cedreno, Michele Psello
VOL 123-126: Teofilatto di Bulgaria
XII secolo
(Il volume 127 in realtà comprende anche l'XI secolo)
VOL 127: Niceforo Briennio, Costantino Manasses, Patriarca Nicola III di Costantinopoli, Luca VII Abate di Grottaferrata, Nicon monaco a Raithu, Anastasio Arcivescovo di Caesarea, Niceta Serronio, Jacopo monaco a Coccinobaphi, Filippo Solitario, Giobbe monaco, Grossolano Arcivescovo di Milano, Irene Ducaena, Niceforo III Botaniate, Niceta di Side
VOL 128-130: Euthymius Zigabenus
VOL 131: Euthymius Zigabenus, Anna Comnena
VOL 132: Teofane Kerameus, Nilo Doxapatris, Giovanni l'Ossita Vescovo di Antiochia, Giovanni II Comneno, Isacco il Cattolico della Grande Armenia
VOL 133: Arsenio monaco nel monastero di Philotheou, Alessio Aristeno, Luca Crisoberge Patriarca di Costantinopoli, Teoriano Filosofo, Giovanni Cinnamo, Manuele I Comneno, Alessio I Comneno, Andronico I Comneno, Teodoro Prodromo
VOL 134: Giovanni Zonara
VOL 135: Giovanni Zonara, Giorgio II Xilifino Patriarca di Costantinopoli, Isacco II Angelo, Neofita Presbitero Giovanni Chilas Metropolita di Efeso, Nicola Metropolita di Methone, Eustazio di Tessalonica
VOL 136: Eustazio di Tessalonica, Antonio Melissa
XIII secolo
VOL 137-138: Teodoro Balsamon
VOL 139: Isidoro Metropolita di Salonicco, Niceta di Maroneia Metropolita di Salonicco, Giovanni Vescovo di Citro (Pydna), Patriarca Marco III di Alessandria, Gioele il Cronografo, Niceta Coniata
VOL 140: Niceta Coniata], Anonimo greco, Michele Coniata Arcivescovo di Atene, Teodoro Vescovo di Alania, Teodoro Vescovo di Andide, Manuele Magno Retore di Costantinopoli, Pantaleone Diacono di Costantinopoli, Manuel I Patriarca di Costantinopoli, Germano II Patriarca di Costantinopoli, Michele Chumnus Metropolita di Salonicco, Teodoro I Lascaris, Metodio monaco, Niceforo II Patriarca di Costantinopoli, Costantino Acropolite, Arsenio Autoreianus Patriarca di Costantinopoli, Giorgio Acropolite, Niceforo Cumno, Papa Alessandro IV, Papa Sisto IV
VOL 141: Giovanni XI Bekkos, Costantino Meliteniotes, Giorgio Metochita
VOL 142: Giorgio Cyprio, Atanasio I Patriarca di Costantinopoli, Niceforo Blemmida
XIV secolo
VOL 143: Efraim Cronografo, Teolepto Metropolita di Filadelfia, Giorgio Pachimere
VOL 144: Giorgio Pachimere, Teodoro Metochita, Matteo Blastares
VOL 145: Matteo Blastares, Teodolo monaco alias Tommaso Magister, Niceforo Callisto Xanthopoulos
VOL 146: Niceforo Callisto Xanthopoulos
VOL 147: Niceforo Callisto Xanthopoulos, Callisto e Ignazio Xanthopuli monaci, Callisto I Patriarca di Costantinopoli, Callisto Telicoudes, Callisto Catafugiota, Niceforo monaco, Massimo Planude
VOL 148: Niceforo Gregora
VOL 149: Niceforo Gregora, Nilo Cabasilas Metropolita di Salonicco, Teodoro di Melitene Magnae Ecclesiae Sakellario, Giorgio Lapitha il Cipriota
VOL 150: Costantino Armenopoulos, Macario Chrysocefalo Metropolita di Filadelfia, Giovanni XIV Kalekas Patriarca di Costantinopoli, Teofane Arcivescovo di Nicea, Nicola Cabasilas, Gregorio Palamas
VOL 151: Gregorio Palamas, Gregorio Acindynus, Barlaam di Seminara
VOL 152: Manuele Calecas, Giovanni Cyparissiotes, Imperatore Matteo Cantacuzeno, Canoni e legislazioni sinodali e patriarcali di alcuni patriarchi di Costantinopoli (Giovanni XIII Glykys, Gesaia, Giovanni XIV Kalekas, Isidoro I, Callisto I, Filoteo Kokkinos)
VOL 153: Giovanni VI Cantacuzeno
VOL 154: Giovanni VI Cantacuzeno, Filoteo Arcivescovo di Selymbria, Demetrio Cydones, Massimo Chrysoberges monaco
XV secolo
VOL 155: Simeone Arcivescovo di Salonicco
VOL 156: Emanuele Crisolora, Joannes Cananus, Manuele II Paleologo, Joannes Anagnosta, Giorgio Sfranze
VOL 157: Georgius Codinus Curopalates, Ducas lo storico
VOL 158: Michele Glica, Giovanni Diacono di Adrianopoli, Isaia di Cipro, Ilarione monaco, Giovanni Argiropulo, Giuseppe II patriarca di Costantinopoli, Giobbe monaco, Bartolomeo di Jano Ordine dei Minori, Nicolaus Barbarus Patrizio Veneto, Anonimo sulla vita diMaometto II
VOL 159: Laonikos Chalkokondyles di Atene, Leonardo Chiensis Arcivescovo of Mitylene, Isidoro di Kiev, Giuseppe Vescovo di Methone
VOL 160: Gregorio III Mammas Patriarca di Costantinopoli, Gennadio II Scolario Patriarca di Costantinopoli, Giorgio Gemisto Pletone, Matteo Camariota, Marco Metropolita di Efeso, Papa Niccolò V
VOL 161: Basilio Bessarione, Giorgio di Trebisonda, Costantino Lascaris, Teodoro Gaza, Andronico Callisto